# ソビエト障害学
- 学問の分野 > 科学的専門分野 > 人文科学 > ソビエト障害学
- 学問の分野 > 科学的専門分野 > 社会科学 > 人間科学 > ソビエト障害学
- 学問の分野 > 科学的専門分野 > 人文科学 > 教育学 > ソビエト障害学

ソビエト障害学（そびえとしょうがいがく）とは、旧ソビエト連邦（ロシア）で発展した身体的、知的障害を持つ児童の、発達・訓育・教授―学習の法則性に関する科学。
障害学の課題のうちには、障害学の研究方法の構築、児童の発達における障害を補償する手段・方法の決定、障害児の訓育、教授―学習、生産活動への導入のシステムの一般的原則の作成といった問題を含む。

## 前史
ロシア革命以前からロシアでは、障害児の教育が、一般の養育院や孤児院で行われていた。18世紀末に、ロシアやそのほかの国々で、視覚障害、聴覚障害、そのほかの障害児のための主に私設による特殊施設や、さまざまの教育学的、教授法的システムが作られるようになった。

## 革命直後
1918年、教育に関する第一回全ロシア大会が開催され、子どもの障害との戦いのプログラムの作成と実施が開始された。このプログラムにおいて予定された措置の実施は以下のとおりであった。
(1)国による障害児の教授と養育のシステムの作成
(2)障害児に対する普通教育の実施
(3)障害児に対する就学前施設の創設
(4)特別施設のための教員の養成
同年、ペトログラードとモスクワで、障害児教員養成クラスが開設された。ペトログラードではグリボエードフが、モスクワではカシシェンコが設置を主導した。ウクライナでは、キエフ、ハリコフ、ザポロージエに同様のクラスが良好な教育を行う学校に付設された。
クラスの教師による聴講生養成の主要な目的は、障害児の発達特性に関する知識の獲得と特別施設における障害児の養育と教授の実際的習熟にあった。学習項目は、人間の解剖学、児童の生理学と衛生、教育人類学、児童期の精神病理学と神経病理学、教育病理学、道徳的障害の臨床、障害児の神経ー精神衛生などであった。
教育学と特殊教育学の科目には、児童研究法、労働学校の歴史と原理、心理的あるいは道徳的障害児のための特別な学校と施設の組織化、就学前年齢の障害児の養育・教科指導法などが含まれていた。そのほか、聴講生は労働教育の習熟を学習し、厚紙や木を使った仕事、編み細工、手の労働を習得した。
当初、クラスは年に2回卒業生を出していたが、のちに一年制に改組された。

## ソビエト障害学の誕生
教育課程の編成と並行して、学としての障害学が誕生した。ソ連邦では、障害学は、教育科学的知識の体系を成立させている。障害学は、障害児たちの発達特性に関する観念論的見解や、彼らの教育についての慈善的立場との闘争の過程で洗練されてきた。教育科学としてのソビエト障害学は弁証法的唯物論を基礎として発達しており、自然科学の成果、とくにセチェノフとパブロフの生理学説および隣接諸科学――神経学、生理病学、精神病学、言語学、電気生理学などの資料を広く活用している。また、心理学の研究や教育経験の集積も障害学を豊かなものとしている。ソビエト障害学は障害の補償過程の根源を科学的に説明し、障害克服の方法、障害児における全面的な発達実現の方法、生産活動に参加させる方法を作り上げた。
1918年7月5日付けで、ソビエト政府は、教授―養育活動の改革、その新しい社会主義教育学の原理への統一の根拠づけのために、国立の、公立の、私立の、すべての初等、中等、高等、開放制の、閉鎖制の、普通の、特別の教育機関および就学前、校外教育機関は教育人民委員部に移管される、と決定した。この決定により、聴覚・言語障害児、視覚障害児、知能遅滞児のための特別施設は国民教育のシステムに含められ、国立の施設としての発展が約束された。特殊学校と子どもの家が属している教育人民委員部、保健人民委員部、社会保障委員部の3部の間の機能の境界において、特別施設のシステムの組織的な改革が実現されることとなった。さらに同年夏、ソビエト障害学は、普通学校のために作成された《学校の教育活動のための教材》を特殊学校に適用した。また同年には、ペトログラードにおいて就学前養育専門学校と正常児・障害児社会的養育教育専門学校とに障害学部が開かれた。
1920年、子どもの障害、非行、浮浪との戦いに関する第一回全ロシア大会が開催された。同年、障害学教育者の養成の一層の強化についての採択された決定に従い、モスクワには、保健人民委員部国立障害児専門学校、児童の障害に関する専門教育課程（教授期間3年）の2つの高等教育施設が開設された。後者は、1921年に教育人民委員部児童障害教育専門学校に改組された。
ウクライナにおける高等教育機関での障害学者養成は1920年に開始された。キエフ国民教育専門学校では、社会的養育学部に特殊学校の教師と養育者を養成する治療教育学科が創設された。この学科の学習プランは3年と予定されていた。この期間に、学生は10の医学的科目を含む、33科目を聴講しなければならなかった。この学科は4年間続き、その後閉鎖された。なお、1929年になってこの学科は、キエフ国民教育専門学校で再開された。
1921年、子どもの障害との戦いに関する全ロシア協議会が開催された。
ここで、教員養成にかかる教授内容と専門家のプロフィールをモスクワ児童障害専門学校を例にとって示すと、この学校では、学齢、就学前の施設で、心理的、身体的障害児の養育と教授に携わる障害学教育者、治療教育活動に携わる相談員、医療ー教育施設の教育組織者を養成した。
第1学年の教授内容
社会―政治的教養、自然科学的教養、史的唯物論・国民経済の発展と関連づけた現代史、障害に関する学習への入門。
第2学年の教授内容
自然科学的教養（生物学相当）、社会―政治的教養（政治経済学と経済地理学）、一般教育学の科目と障害学の科目、障害学入門、臨床を伴う児童期の神経病理学。特別施設での夏季1ケ月実習。生産作業室での仕事。
第3学年の教授内容
主として教育科学。正常児と障害児の特性。社会的障害、児童期精神病理学、教育的精神病理学、治療教育学、聴覚障害教育学、視覚障害教育学。また、学習する科目と結びついている実習があり、クリニック、学校、子どもの家、未成年者に関する委員会などで働く。
第4学年の教授内容
ソ連における国民教育、性の精神病理学、教育学、障害児の検査の実際、青年に対する政治―文化的活動、もっぱら以前の3年間に習得したすべての資料を一般化するように教授内容が構成される。内容の専門化が開始され、学生は学科に分けられる。すべての学科における学習は、それぞれのタイプの障害児の養育と教授の方法を知ること、特殊施設での実習と見習い、特別な活動、の3つの部門を含む。医療―教育施設の活動と組織化について学び、施設の人々とともに働く。
総じて、実習重視であることが特徴的。実習が理論に先んじていて、講義の時間は少なめであり、講義は、実習で得られた資料を理論的に一般化するような役割をしている。実習の組織化のシステムは、多様な性格を持ち、政治文化的性格、社会的―教育的性格、指導法的性格を持つ。浮浪児のための児童施設、未成年者に関する委員会で働き、検査者、社会監督官の責任を果たす。学校と子どもの家で見習いを勤める。
障害学生の養成にあたっては、社会的有用労働に大きな配慮が払われ、広範な生産―労働教育を受ける。卒業研究は選択した専門に従って選ばれ、国家資格認定委員会において研究説明が行われる。合格すると卒業証書を得る。卒業研究は卒業生に児童の障害の問題に関する科学的研究法の習熟を与える。卒業論文で不合格の場合には、専門学校終了の証明書のみが交付される。
以上の教育内容は、1929年まで継続された。障害学部および障害学専門学校を卒業した者には、《障害学者》の資格が与えられた。
このあいだ、1928年には、レニングラードで、障害学専門家養成の夜間部が設置された。また、モスクワでは、1928-1929教育年に、国立モスクワ教育大学に通信制障害学部が創設された。

## 1929年の知能遅滞児に対する活動に関する会議の開催以降大祖国戦争まで
1929年頃、国内の学校数が著しく増加し、とくに特殊学校網が成長したことに伴い、障害学教師の必要性も大きくなった。同年、知能遅滞児に対する活動に関する会議が開催され、ザンコフの演説において、教育人民委員部に対して以下の要望がなされるよう決定された。この決定は、障害学部の入学定員の増加、障害学者養成の方法の変更においても重要な役割を演じた。
a)国立第二モスクワ大学とア・イ・ゲルツェン記念レニングラード大学の障害学部の入学定員を飛躍的に増大させること
b)モスクワのみならず、レニングラード、他の大都市、地方都市にも、障害学教育者の資質向上のためのクラスを組織すること
c)補助学校勤務者の通信教育を行うこと（専門的実習のための招集を含む）
また、障害学者の資質に対する要求の増大、障害児の養育と教授の理論と実践の発展は、視覚障害教育学、聴覚障害教育学、知的障害教育学の分野におけるより狭い専門分化を要求した。
1929年から、国立第二モスクワ大学障害学部において、視覚障害教育学、聴覚障害教育学、知的障害教育学の3分野の専門家の養成が開始された。同時に、卒業生は、教授者、教授法研究者、言語治療者の資格を得た。レニングラードでは、3つの分野の専門家、視覚障害教育者、聴覚障害教育者の養成が開始された。
1931年からは、視覚障害、聴覚障害、知的障害児の普通義務教育が実施され始めた。このことは、教育職員の需要の増大をもたらした。
1932年には、モスクワで、障害学専門家養成の夜間部が設置された。さらに、同年、モスクワでは、学校の教員がより専門的な教育学の教育を受けるモスクワ教育局付属夜間市立教育大学が開設された。このなかには、ジャチコフとリヤピジェフスキーらの提唱により特殊学校部が開かれた。
職員の需要を満たすために、1938年に、高等教育機関のみではなく、二年制師範学校と教育専門学校でも、また、一年制のクラスにおいても、障害学専門家を養成することが決定された。レニングラード、モスクワ、ロストフに障害学者養成の師範学校を開設し、モスクワ、レニングラード、ロストフ、トムスク、ノボシビルスク、バルナウルの教育専門学校を障害学専攻に再編成することが予定された。
1939年から、国立モスクワ教育大学、ゲルツェン記念レニングラード教育大学の障害学部では二重性の教育課程が実施された。大学を卒業した者には、障害学の専門に関してだけではなく、中学校でロシア語、文学あるいは数学のいずれかの教科を教授する権利が与えられるようになり、中学校教員としての身分も与えられた。教科の教授は、高い学習水準となった。教科の一つに割り当てられる時間数は、障害学の教科の学習時間を超えた。キエフの障害学部やモスクワ障害学教育大学においても同様の学習時間逆転が組み立てられ、大学の卒業証書からさえ、障害学の資格が姿を消した。

## 大祖国戦争終戦以降
1943年、モスクワ国立障害学教育大学は、レーニン記念モスクワ教育大学に再組織された。モスクワ教育大学障害学部の入学定員が増加された。また、同年、ロシア共和国教育科学アカデミーの中に障害学研究所が含まれ、研究所および障害学部の教授者たちの研究活動は以後、障害学の発展を促した。
1946-47の教育年に言語障害の子どもの増加に関連して、モスクワ教育大学障害学部のラウの提唱により、ソ連初の言語治療学科が創設された。発音不明瞭、吃音、失語症、書字障害などの重い言語障害に主要な注意が向けられた。言語治療学的援助が、障害児のための特殊学校のみならず、普通児童施設においても必要であると認められるようになった。とくに就学前年齢の子どもについて必要とされた。言語治療学科については、特別な授業プランが作成され、言語治療学力が重視された。
1959年、障害学教育における新しい高度の専門化の時代が始まった。障害学部は新しい授業プランの実施へと移行した。ロシア語と文字の高度の学習を維持しつつ、特殊学校における教育のための専門的準備性を著しく強化することを意図するものであった。教育期間は5年まで拡大された。教育実習のシステムが再検討され、従来第3学年3週間、第4学年4週間であったものが、第4学年6週間、第5学年18週間に延長された。1963年、教育期間は4年へと短縮されたが、若干の科目において時間数の短縮をみたが、実習時間数は変更されなかった。
なお、1967年、レーニン記念モスクワ国立教育大学障害学部は、教育期間5年の独自プランに移行した。
障害学専門家の養成は、次の専門について実施された。
知的障害教育者・言語治療士（資格は、補助学校の教員、言語治療士。所定の種類の学校で、すべての教科を教授する資格あり）。
聴覚障害教育者・ロシア語と文学（資格は、聴覚障害児と難聴児のための学校の教師。所定の種類の学校のロシア語と文学の教師）。
言語治療士（資格は、就学前施設、学校、医療施設の言語治療教師）。
視覚障害教育者（資格は、視覚障害児と弱視児のための学校の教師。所定の種類の学校のロシア語と文字の教師）。
障害学部と障害学科が多くの都市と地方の共和国に設置された。1960年からシャウリヤ教育大学で、1961年からゴーリキー記念ミンスク教育大学で障害学科が開設され、1962年にスベルドロフスク国立教育大学障害学部が開設され、1963年にイルクーツクに、1966年にスクビャンクスク障害学部が設けられた。1967年からニザン記念タシュケント教育大学に補助学校教員の養成のための常設学科ができ、その後、夜間学科と通信教育学科が開設された。
知的障害教育者は、モスクワ、レニングラード、キエフ、ミンスク、シャウリヤ、タルト、リエパ、スベルドロフスク、イルクーツク、タシュケント、スラビヤンスク、キシニェフで、聴覚障害教育者は、モスクワ、レニングラード、キエフ、ミンスクで、視覚教育者は、レニングラードで、就学前施設、学校、医療施設の言語治療士は、モスクワで養成されていた。

## 学問分野およびそれらの基本領域の分離
聴覚障害の教育学は、重度聴覚障害と難聴の児童に対する教授―訓育の法則性の研究を、視覚障害の教育学は、重度視覚障害と弱視の児童について、知的障害の教育学は知的障害の児童について、同様の法則性を研究する。言語矯正学は、言語障害児の教授―学習ならびに訓育の法則性、また、言語障害に対するリハビリテーションの方法について研究する。
これらの各分野における研究の進展は、障害児の精神発達の研究領域を拡大させた。重複障害や情動的―意志的側面に障害を持つ精神病児の訓育ならびに教授―学習の諸問題を包括する独立の諸分野も分離されていた。

## 基礎のうえにおける諸問題の研究
障害児の一般的な発達法則と彼らの訓育ならびに教育―学習の原理とを基礎として、以下の4つの問題が主題とされた。
1.一定の障害をもつ児童（視覚障害、聴覚障害など）の社会環境の諸条件のもとでの発達の特質。
2.障害児の各カテゴリーのものの特別に組織された訓育ならびに教授―学習過程の本質。家庭における障害児教育と特別に組織された過程におけるそれとの相互関係。
3.特殊教育施設のそれぞれの型に応じた訓育ならびに教授―学習の内容、手段、方法、その組織形態。
4.障害の結果を克服する原理と方法、さまざまな障害をもつ児童を社会生活や実際活動に参加させる方途と手段。

## 諸問題の中での各論としての項目
ある現在時点での、諸問題解決のための下位項目が明示され共有されていた。
1966年8月、モスクワで開催された第18回国際心理学会において配布された、障害学研究所の編集による小冊子「特殊児童の精神発達の諸問題」の内容を例にとる。
1.知的障害児の心理学
- 前頭葉未発達の知的障害児の心理特性
- 知的障害児の活動の心理
- 知的障害児の思考の具体性
- 知的障害児による空間表象実現の特性
- 知的障害児の情意領の障害
- 知的障害児における線画の習熟
- 知的障害児の知的行為の《硬さ》
- 知的障害児の一般化の能力の発達
- 補助学校生徒における測定行為の形成
- 知的障害児の想像力研究の方法
- 知的障害児の皮膚分析器の閾の決定
- 知的障害児の発達の潜在的可能性の研究
- 普通児童と知的障害児の注意力の安定性
- 知的障害児の運動機能の障害

2.脳損傷児の心理学
- 脳性麻痺児の高次皮質機能のリハビリテーション
- 脳障害児の精神発達
- 児童精神神経クリニックにおける指導実験
- 脳性麻痺児の空間知覚の障害

3.視覚障害児と弱視児の心理学
- 視覚障害児の補償的発達
- 弱視児の視覚と知覚の個人的特性
- 残存視力のもつ子どもの色彩弁別能力
- 低学年育児における構成活動の触覚的比較の特性
- 低学年弱視児の記憶の特性
- 盲学校での電気測定に対する技術的補助の補償的意義
- 視覚障害児の身体的発達研究における生物遠隔測定法

4.聴覚障害・難聴児の心理学
- 読話の感覚的基礎
- 聴覚障害児の言語的思考の特性
- 言語指導における聴覚障害の補償として口語を視覚的形態で表す方法の使用
- 聴覚障害児と聴力正常児とによる事物の比較
- 聴覚障害児教育における補償手段としての指話
- 年少聴覚障害児の書きことばにおける独自性
- 聴覚障害者の実際活動のテンポ
- 就学前聴覚障害児の話しことばによるコミュニケーション形成条件としての指話
- 聾学校生徒の固定セットの特性
- 算数問題解決における聴覚障害児の思考活動
- 聴覚障害児における幾何概念の形成
- 難聴児における初歩的な自然科学概念の習得
- 聴力障害のある就学前年齢児の包括的研究
- 聴覚障害児による実際活動の研究
- 聴覚障害者と正常な生徒の生産的操作形成の心理学的分析
- 絵の知覚過程における聴覚障害児の思考活動

5.言語矯正の問題
- ことばのコミュニケーション機能の障害としての吃音症
- 言語障害における音の知覚と発音との相互関係
- ことばの発達が遅れている子どもの書くことの障害の書字の誤り
- 発語不能症の子どもの書くことにおける構文上の誤り

## 各種研究機関の活動
1920年代初めには、ソ連邦では障害児教育者（聴覚障害、視覚障害、知的障害）を養成する2つの高等教育機関が活動していた。ペトログラードの健常児と障害児との社会教育の教育大学とモスクワの障害児童の教育大学であった。この頃人民保健委員部により国立障害児童研究所が設立された。のちに障害児教育者の養成は、レーニン記念モスクワ国立教育大学、ゲルツェン記念レニングラード国立教育大学、およびキエフ教育大学で行われることとなった。
障害学の諸問題の研究は、モスクワの教育科学アカデミー障害学研究所、キエフのウクライナ共和国教育学研究所、ならびに諸大学の障害学部の講座で研究された。重要な教育方法研究が、特殊学校の教師たちによって行われた。障害学の領域で働き、学位論文のとおった専門家には、教育学修士、博士の学位が与えられる。研究所や教育大学の講座では、直接教授と通信教授の方法が用いられた。
ロシア社会主義共和国教育科学アカデミーは1966年の国際心理学会開催以降ソ連邦教育科学アカデミーに組織変えになり、障害学研究所はソ連邦教育科学アカデミー障害学研究所となった。この頃研究所は6部門に分かれていた。
(1)知的障害
- 心理発達の一時的停滞児の教育と訓育研究室
- 心理発達の一時的停滞児の心理学と高次神経活動実験室

(2)聴覚障害　
- 聴覚障害児の教育と訓育研究室
- 難聴児の教育と訓育研究室
- 成人聴覚障害者の一般教育と職業教育実験室
- 聴能研究グループをふくむ音声学と音響学実験室
- 聴覚障害心理学実験室
- 聴覚障害児の口話の視触知覚実験室
- 聴覚障害教育技術実験室

(3)視覚障害
- 視覚障害・弱視児の教育と訓育研究室
- 視覚・聴覚・言語障害児の研究と訓育研究室
- 視覚障害心理学実験室
- 視覚障害教育技術実験室

(4)言語障害
- 言語治療研究室

(5)視覚・聴覚重複障害　
- 重度中枢神経系障害児の研究と訓育グループをふくむ補助学校研究室

(6)臨床・病理
- 就学前の障害児の訓育研究室
- 障害児の臨床的研究室
- 障害児の神経生理学実験室
- 医学的教育学的相談を伴う個別診断実験室
- 連邦共和国における障害学の共通問題に関する研究と、外国の障害学研究を行う研究室[8][9]

## 障害学研究所による研究の報告媒体
研究内容は、論文、研究紀要、特殊学校のための指導書・教科書・教材として印刷された。
障害児の訓育・教育・研究問題を扱う論文のうち、科学的論文および一般人啓発のための科学論文は、『ソビエト教育学』、『心理学の諸問題』、『家庭と学校』、『初等学校』、『セルゲイ・セルゲーエヴィチ・コルサコフ記念神経病理学・精神病学雑誌』、『聴覚障害者の生活』、『われわれの生活（旧『視覚障害者の生活』）』に発表された。
障害学研究所の研究論文の多くは、『ロシア共和国教育科学アカデミー通信』、『ロシア共和国教育科学アカデミー報告』に掲載された。
また、障害学研究所自体による刊行物があり、1969年までは季刊論文集『特殊学級』を刊行、1969年からは、隔月で雑誌『障害学』を刊行した。

## 障害学研究所と国内外の各種機関および研究者との協力、交流
国内にあっては、教育大学障害学部、障害学問題を扱う研究機関・研究室・実験室、医学機関（ヘルムホルツ眼科疾患研究所、耳鼻咽喉科学研究所等）、社会保障省の機関（障害者労働能力判定中央研究所、障害者労働能力判定ドニエプロペトロフスク研究所等）と協力していた。
また、研究所が組織する障害学部門の全国《教育学的会議》が存在し、障害学分野における研究成果と特殊学校・幼稚園の先駆的経験の普及に貢献していた。
さらに、専門施設の実践的活動家たちが、研究所の研究室や実験室に協力していた。
専門家会議としては、ソビエトと外国の学者（障害学者、教育学者、訓育者、障害児専門の児童施設の医師）が参加する障害学に関する研究会議を、障害学研究所が開催していた。研究所はブルガリア、ハンガリー、ドイツ民主主義共和国、ポーランドなどの社会主義国の障害学者たちと絶えず研究上の連絡を続けていた。また、イギリス、アメリカ、ドイツ連邦共和国その他の研究機関と研究情報を交換していた。
障害学研究所の研究者は、多くの国際的研究協議会、大会、会議の活動に参加していた。
なお、障害学研究所の研究会議は、研究所の主任研究員と他の研究機関の障害学者により構成され、この会議は教育学（特殊教育学に関する）と心理学（特殊心理学に関する）の修士と博士の学位を与え、上級研究員と教授の資格を推挙する権利をもっていた。また、この会議では、研究所の研究活動の基本的方向、障害学の領域の研究と研究組織の問題が審議されていた。

## ヴィゴツキーの時代
心理学者ヴィゴツキーは1924年から死没する1934年にいたるまでの約10年の間に、障害児の発達あるいは教育に関わる著作を主なものだけでもおよそ50余り作成している。
日本語訳論文一覧
```
1.障害児の心理学と教育学(1924)
[
12
]
```

- ヴィゴツキー編『視覚・聴覚および言語・知的障害児の心理学と教育学によせて』(1924)に掲載されたもの。革命後のロシアにおける新しい障害児教育のあり方を伝統的特殊教育学との対比において論じたもの。次項「障害児教育の原理」とともにソビエト・ロシアにおける新しい障害児教育の研究と実践を、従来の感覚訓練など生物学的補償に重点をおいたものから、社会的補償に重点をおき、健常児と同じ集団生活や労働教育を保障するような新しい方向に導くうえで重要な役割を果たした論文である[13]。

```
2.障害児教育の原理(1924)
[
14
]
```

- 未成年者の社会的権利保障に関する第二回大会(1924年11月)での報告に基づいて執筆された。のちに『国民教育』誌1925年1月号に掲載された。28歳のヴィゴツキーがこの大会で行った報告は、ソビエトの障害学―教育者たちにとって、「青天の霹靂」ともいえる「予期せぬものであり、すべての障害学―教育者を一変させる」ほどの「革命」的意義をもつ報告であったと、A.レオンチェフは『ヴィゴツキーの生涯』のなかで述べている。なお、ヴィゴツキーは当時出版されたばかりのグラボフ著『養護学校』(1925)についてのかなり詳しい批判的検討＝書評を付け加えている。この書評は、のちに『国民教育』誌1925年9月号に掲載された[13]。

```
3.障害と超補償(1927)
[
15
]
```

- 最初、1924年に執筆され、このテーマでヴィゴツキーは第2回未成年者社会的―法的保護大会での報告を行っている。のち、論文集『知能・視覚・聴覚障害』(1927)に掲載されタイトルが「障害と超補償」とされた。オーストリアの精神科医で社会民主主義者であるアルフレッド・アードラーたちの超補償の「超補償」理論に関する弁証法的学説、すなわち「障害、不適応、低い価値――これらはマイナス、欠陥、否定的量であるだけでなく、超補償への刺激でもある」「身体的不完全さを主観的な不完全さの感情を通して補償や超補償への精神的欲望に弁証法的に転化するのは心理学の基本法則である」といった考えの革新性を基本的には評価しながらも、その「楽観主義」に綿密な批判的検討を加えている。「補償の純粋に有機的性質に関する素朴な見方」と「この過程の社会的―心理学的要素の無視」を特に問題とした。児童期の不適応には、かえって超補償の源泉、機能の超完全な発達の源泉があることに注目した。「ある種の動物の児童期が適応していればいるほど、発達と教育の潜在的可能性は少なくなる。もしわれわれが、環境とまったく均衡し、完全に適応している生体、すなわち凡ての点で全く十分な生体を考えるならば、そのような生体は、発達や教育が、すなわち進歩がまったく不可能となるであろう。つまりなにものも、その機能をさらに発達させることができないわけである。超価値の抵当は、無価値さの存在の中にあたえられている。それゆえに、不適応と超補償が子どもの発達の推進力なのである。」[16]「視覚障害児や聴覚および言語障害児が、教育学の観点からすると基本的に健常児と同じにみなされるということは、真理である。だが彼らは、別の方法によって、別の道を通って別の手段によって、健常児が到達するのと同じ段階に達するのであり、したがって教師が、子どもの通るはずの道のまさにこの独自性を知ることは特に重要である。」とヴィゴツキーは指摘する[17][18]。

```
4.困難をかかえた子どもの発達とその研究（テーゼ）(1928)
[
19
]
```

- 『ソ連邦児童学の基本問題』(1928)に掲載されたもの。困難をかかえた子どもの診断法、困難の種類や程度によるこれらの子どもの分類の基本的原理が述べられている。重要なことは、「障害ではなくて、あれこれの障害をもった子どもを研究すること」であり、「周囲の環境との相互作用のもとでの子どもの人格の全体的研究」、「教育過程における子どもの長期の研究」が必要であるということなどが、簡潔なテーゼの形で述べられている[20]。

```
5.困難をかかえた子ども(1928)
[
21
]
```

- 1928年3月4日に行われた講義の速記録である。ソ連教育科学アカデミー障害学研究所記録p.9。困難をかかえた子ども、教育困難な子どもの性格形成のあり方とともに障害の補償のあり方、さらにはこれらの子どものかかえる障害を克服し、欠陥に打ち勝つ方法が具体的に論じられている[20]。

```
6.現代障害学の基本問題(1929)
[
22
]
```

- ヴィゴツキーが第Ⅱモスクワ国立大学教育学研究所障害学部門で行った報告に基づいて執筆された。同大学紀要1929年1月号に掲載された。盲・聾などの器質的障害が、子どもの精神発達にとって薄弱、遅滞、制限といったマイナスの意義をもつだけでなく、それとは逆に、障害の感覚と意識が心理発達への刺激となって補償・超補償への志向を生むプラスの意義をも持ち得ること、しかし、そのためには障害児の文化的発達を保障する正しい社会的補償や社会的教育の体系が構築されねばならないことを論ずる[23]。

```
7.障害児の発達と教育に関する学説(1930?)
[
24
]
```

- 執筆や発表年月は不明。内容から1930年前後の執筆が推定される。「自己中心的ことば」や「文化的発達」への言及あり。障害児の場合、発達の自然的局面と文化的局面との区別が、健常児と比べより鮮明に現れる。発達の自然的障害は機能不全というマイナスを意味するだけでなく、適応の回り道をつくってそれを補い、さらには上乗せする心理機能の文化的発達を促すプラスの役割をも果たすという二面的性質があることを指摘し、文化的発達の回り道の体系を創り出すことに障害児教育の現代的課題があることを論ずる[25]。

```
8.困難を抱えた子どもの発達診断と児童学的臨床(1931)
[
26
]
```

- 1931年に当初論文集『困難を抱えた子どもの児童学の諸問題』のために書かれたが、論文集が何らかの理由で出版されず、ヴィゴツキー没後、分冊のパンフレットとなって出版された。当時、児童学はヴィゴツキー自身も書いているように危機的状況にあった。ソビエトにおける新しい科学としての児童学研究の急激な発展それ自体が、その方法論の実際上の無効性、非生産性、非科学性を表面化させるという危機を招いていたのである。ヴィゴツキーは、この危機を正しく認識し、その理論と実際（児童学的調査・診断など）との乖離を克服し、児童学を実際的にも役に立つ真の科学にするための方途をこの論文の中でも懸命に論じていたが、そうした努力が効を奏する前に、ソ連共産党中央委員会による鉄槌がくだされた。同委員会決定「教育人民委員部の系統における児童学的傾向について」(1936年7月4日)は、児童学者たちの行っている調査や実践は、「似非科学的・反マルクス主義的な命題に基づくものであり、成績不良者や学校の生活基準の枠にはまらない者を、「生物学的ならびに社会的要因」によって「知能遅滞児、障害児、問題児」などと決めつけ、特殊学校や特殊学級に送り込む手段とされていると厳しく弾劾したのである。ヴィゴツキーの本論文は、児童学のそのような問題点を自身は十分に認識していたことがわかる。特に困難を抱えた子どもの児童学的研究は、精神病学や生物学の発展と比べたとき、学問体系が成立する以前の経験論的段階にあること、したがってダーウィンが進化論を創造することによって、鯨を魚類とするような「表現型的観点から条件的＝発生的観点への移行」を創り出したときに生物学に生じたようなことが児童学においても行われなければならないと論じるほか、そうした困難を抱えた子どもの教育と治療の可能性については、「徴候が根本的原因から隔たってるほど、それは教育的および治療的働きかけをより多く受ける。……高次の精神機能や高次の性格論的形成の発達不全は、知的障害や精神病においては二次的症状であり、障害そのものによって直接的に条件づけられた低次のあるいは基本的過程の発達不全よりも実際により変わりやすく、より働きかけを受けやすく、より除かれやすい。子どもの発達過程で二次的形成として生ずるものは、原則的には予防できるし、あるいは治療＝教育的に除かれ得る」ということをくわしく論じている[27]。

```
9.知的障害児の発達と補償の問題(1931)
[
28
]
```

- 1931年5月23日に行われた養護学校従業員会議でヴィゴツキーが報告した内容の速記録。この論文では、知的障害児の発達と教育に関してヴィゴツキーたちの研究が明らかにしたいくつかの心理法則が述べられている。第一に、知的障害児の発達不全には、一次的原因から直接的に引き起こされたものと、その発達不全のために周囲の環境の影響を適切な時期に受けられなかった結果、遅滞が蓄積され社会的発達不全の形態をとる二次的障害とがあること、そして障害のこの二次的複雑化は、障害児の発達過程でもっとも簡単に根絶されるものであることが確認された。伝統的教育学からは逆説的と見えるが、基礎的機能と比較して高次の精神機能は教育の可能性がもっとも高いのである。このことと関係してヴィゴツキーが明らかにしたきわめて重要な法則は、「あらゆる高次の精神機能は、子どもの発達過程で二度現れる。初めは、集団的行動の機能として、子どもと周囲の人々との協同の組織として、次には、精神過程の内的な活動能力として現れる」というものである。その具体例としてここであげられているのは、ことばがコミュニケーションの手段から思考の手段となる例、論理的思考が、就学前の子どもに現れるのは、児童集団で発生するけんか（口論）が基となっているという例、さらに遊びの過程で自分自身の行動を集団の行動の規則にしたがわせる手法の発生が基になって、行動の内的意志的機能が形成される例などである。このようにして、まさに集団こそが、健常児も障害児も含めて高次精神機能発達の源泉となるということが述べられている[29]。

```
10.障害児の発達要因としての集団(1931)
[
30
]
```

- 『障害児の諸問題』誌1931年112号に発表されたもの。集団こそが障害児の発達の源泉であり、障害児教育の最大の可能性もそこにこそあるという命題は、ヴィゴツキーの「文化的―歴史的精神発達の理論」から導き出された法則――「あらゆる高次精神機能は行動の過程で二度現れる。最初は、集団的行動の機能として、協同あるいは相互関係の形態として、社会的適応の手段として、その後二度目には、子どもの個人的行動様式として、個人的適応手段として行動の内的過程として現れる」に基づくものである。したがって、この法則や教育的命題は、健常児にも障害児にも共通してあてはまるものであるが、とりわけ障害児の発達および高次精神機能の発達不全を正しく理解するうえで鍵となるものであることが強調されている。さらに、本論文で、子どもたちの集団を形成する場合、障害の程度の均質な集団を選び出すのは、子どもたちの自然的傾向に逆行する反教育的な規則であり、異質な子どもの集団こそ教育的であるという、健常児の集団にも共通する教育学の一般法則が提示されていることも注目に値する[31]。

```
11.重度障害児の教育(1932)
[
32
]
```

- グラチョーワ著『重度障害児の教育と教授』(1923)への序文として書かれた。グラチョーワ(1866-1934)は、重度障害児の教育にあたったロシア最初の障害学者とされている。ヴィゴツキーは、グラチョーワの著作が、悲観主義的な最小限要素主義の理論を論破し、重度障害児に対する教育学的楽観主義の思想を自らの実践の事実に基づいて提起していることを高く評価する。それとともに、重度障害児の発達においても、他の子どもとの交流や協同が重要であり、重度障害児の社会的教育＝集団教育は、伝統的な「生理学的教育」の観点からすれば、まったくのユートピアと思われるような可能性を開くものだとして、本論文でも、集団生活こそが障害児の発達の源泉であるという持論を展開し、強調している[33]。

```
12.知的障害の問題(1935)
[
34
]
```

- ヴィゴツキーとダニュシェフスキー編の論文集『知恵遅れの子ども』(1935)のために書かれたもの。ヴィゴツキーが本論文で中心的に取り組んでいる問題は、知恵遅れの子どもたちの情動的障害と知能的障害との間に存在する関連を明らかにすることである。従来の障害学は、知恵遅れの問題をすべて低知能ということで片付ける主知主義か、意志の不足が主要な障害だとする主意主義かに傾いていた。ヴィゴツキーは弟子のザンコフ、ソロヴィエフらの協力を得て低知能児と健常児との実験的比較研究を行い、両者の相違は、知能とか情動そのものの特質よりも、これら二つの精神領域の間に存在する関係の独自性、この情動過程と知的過程との関係が切り開く発達の道筋の独自性のなかにあることを明らかにした。ここでなされている低知能児の心理活動の特徴づけは、知能と情動との関係の可変性に関する命題とともに、その後、知的障害児の研究を進めていくうえでの基本的前提となるものであった[35]。

なお、「ヴィゴツキーの障害学業績目録」も参照のこと。

## ルリヤおよび共同研究者、弟子たちによる高次神経活動の特性に関する研究
ヴィゴツキーの同僚であったルリヤは、心理学者、教育学者および医学者として、共同研究者や弟子たちとともに、ヴィゴツキー没後も1977年にいたるまで、幾つかの学問領域の境界を超えた研究活動を継続した。脳の局所的障害のある場合の心理機能(特に言語)の障害とその後の障害機能の再生について研究し、正常児および障害児の高次神経活動の特性を明らかにした。その成果は、補助学校への生徒の選抜の原理と方法の基礎付けに応用された。また、言語障害に関する研究は、障害児の言語発達に関する指導方法の確立に寄与した。
またルリヤらは、知的障害児は胎児期か乳幼児期に脳の重度の病気に罹患し、そのため脳および脳の活動の正常な発達が疎外され、精神発達に重大な障害をきたした子どもである。このため、知的障害児の認識活動や行動の特性は、科学的に分析されるべきであり、精神発達を阻害した脳の重度の病気がある以上、その病気の原因や臨床的形態を注意深く記述し、その脳の働き、すなわち高次神経活動の特性の分析を必要とする。子どもの神経活動を臨床的、病理学的に注意深く研究することによってのみ、教師が記録している知的障害児の基本的特性である心理学的障害を理解することができる、とした。
高次神経過程に病的状態が認められる2つのグループについて比較分析研究がなされた。
1つのグループは、大脳の全般的な中毒ないしは外傷をもつ子どもたちで、脳衰弱シンドロームをもっていた。知的には普通のままであるが、一般的な神経ダイナミックスの著しい障害を呈していた。すなわち衰弱状態、極度の疲労状態にあった。極度の疲労状態は、興奮過程と制止過程のバランスの明確な破壊として現われ、ある子どもたちには衝動性や一般的な不安を、ほかの子どもたちには行動の制止されやすさや行動の茫然性をもたらしたのである。これらの子どもたちの以後の心理発達が、彼らの神経ダイナミックスの不安定性や不平衡性のゆえに阻止されたことは容易に察せられた。
1つのグループは、知的障害の子どもたちで、これらの子どもたちの神経ダイナミックスの諸過程は、一定の強さや平衡性を保持できたか、あるいは弱さや不平衡性の一定の徴候を表わすことができたか、のどちらかであった。これらの子どもたちすべてにおいて、最もしばしば見受けられたのは基本的な神経諸過程の易動性破壊の明確な徴候、言い換えれば、それらの病的惰性であった。しかし、このグループの子どもたちの基本的特徴は、高次の水準の神経活動の病的な発達不全であり、これこそが、彼らを知的遅滞者へと追いやる可能性を与えたのである。
以上の2つのグループの子どもたちについて、単純な運動反応と複雑な運動反応を究明するという方法によって研究がなされた。
①脳衰弱シンドロームをもつ9～12歳の子どもは、呈示される信号に対し、容易に運動反応をもって応じ、かつ以下のように容易に選択反応を行う。赤い信号に対してはゴム球を押し、青い信号に対してはゴム球押しを控えるのである。だが、子どもにとってより難しい別の条件下でこの実験を行うならば、例えば、信号の継続時間も信号間のインターバルも短くするなら（言い換えれば、速いテンポで短い信号を呈示するなら）、事態は変化し、新しい条件は、衰弱した神経諸過程をもつ子どもには難しいことがわかる。教示はよく覚えていても、子どもたちは素早く変化する信号に対して適切な反応で応ずることができない。陽性の信号に対して応答反応を省いたり、制止信号に対して衝動的反応により答えたりし始めるのである。彼らの特徴は、自分の誤りを明確に自覚していることである。誤りを犯すと、「ああ、
ぬかしちゃった!……」とか、「またまちがえちゃった!」とか、誤りに見合う申し立てをする。興奮過程及び制止過程の平衡性、易動性は破壊されていて、当該の教示の適切な遂行は不可能になり、誤反応数はしばしば40～60％にまで達する。
だが、これらの子どもたちの言語教示の調節機能を強化し、そのことにより彼らの神経ダイナミックスの障害を補償することはできないだろうか。そこで、追加実験を実施。子どもの運動反応は一時的に除去され、彼は、呈示される信号に対して言語反応をもって応ずるよう、つまり赤い信号に対しては「押せ!」を、青い信号に対しては「押すな!」を発するよう教示された。結果、これらの子どもにおいては、言語反応の基礎にある神経ダイナミックスは、普通、運動反応のダイナミックスに比べ、著しくよく保持され、短い信号が素早く呈示される条件の下でも、運動反応の場合はその誤りが40～50％にまで達するのに、言語的応答の方は一貫して正しかった。
言語系の基礎にある神経過程の易動性のこのような保持は、次のような疑問の提起を可能にした。刺激の信号的意義を強化するために、並びに運動反応の障害を補償するために、この保持されている言語系を利用できないだろうか。ここで、運動的反応と言語的反応の両者を合体させた。つまり、赤い光に対しては「押せ!」を発するよう、ただしその場合運動反応を同時に行うよう、また青い光に対しては「押すな!」を発するだけで運動反応は控えるよう、子どもたちは指示された。結果、この場合、教示の遂行が著しく改善された。速いテンポで行われる実験では、この子どもたちの誤りは40～50％にまで達していたのに、この場合には、不適切な運動的応答はわずか5～10％に過ぎなくなり始めた。子ども自身の言語行為の保持された調節機能が挿入されることにより、彼の直接的な運動的応答の破壊された神経ダイナミックスが補償されたのである。特徴的なのは、この調節的影響が、言語行為の特異的な、信号的機能により補償されたことである。さらなる試みとして、子どもの選択的な「信号的」応答（「押せ!」ないしは「押すな!」）と、一つの応答の単調な繰り返しである「見える!」「見える1」とを取り代えてみると、言語行為の調節的影響は姿を消してしまった。これらの実験を総括すると、脳衰弱シンドロームをもつ子どもたちの中には、複雑な（言語的な）水準の心理過程の神経ダイナミックスが、運動過程の神経ダイナミックスに比べてよりよく保持されており、従って、このよりよく保持されている高次水準の神経活動を、病的状況を補償するのに利用できるような事態が存在する、ことになる。
②一方、知的障害の子どもたちの場合には以下のことが認められた。知的障害児の単純な運動反応と、脳衰弱シンドロームをもつ子どもたちの運動反応との間には本質的な違いはなかった。最も重い知的障害児においてのみ、病的な惰性的反応が認められた。つまり、彼らはなんら信号が呈示されていないのにゴム球を押し、また、時間に対する原始的反射として評価できるような単調な運動反応を行った。より複雑な形態の選択反応へと移行してはじめて、彼らにおいて、深刻な病態がしばしば観察された。与えられる言語教示（例えば、赤い信号に対してはゴム球を押し、青い信号に対しては押さない）を保持していても、実際には、彼らは、呈示される信号とは関係なく行われる陽性反応と陰性反応との単調な交替と、運動的応答の選択的系とを取り替えた。あるいはまた、彼らはあらゆる信号に対して運動反応をし続けた。だが、運動反応から、言語的応答を必要とする実験へと移行するや否や、このグループの子どもたちの本質的な特殊性が現われた。これらの実験の結果、知的障害児の言語反応は、運動反応と同じく惰性的であるのがわかった。つまり、子どもは、赤い光に対しては「押せ!」を、青い光に対しては「押すな!」を発するように、という教示を保持しているにもかかわらず、実際には、それらの信号的意義には関係なく、あらゆる信号に対してステレオタイプ的に、「押せ!」、「押すな!」と、極めて安易に応答し始めたのである。ここでは言語行為の信号的機能が深刻に破壊されているが、言語過程の基礎にある神経ダイナミックスの障害は、運動反応の神経ダイナミックスの障害に比べて、はるかに鋭く表現された。
これらの条件の下では、言語行為による調節機能はまったく働かないことは容易に理解できる。実験して、運動反応と言語反応を合体させる課題（赤い光に対しては「押せ!」と自分に命令し、同時にゴム球を押すが、青い光に対しては「押すな!」と発するだけでゴム球は押さない）が知的障害児には難しかった、ないしは必要な効果をもたらさなかったことを確認した。
これらの子どものあるものたちは、言語的反応と運動的反応とを一つの機能系に統一する状態にはなく、「押せ!」は発するのだが、同時に、必要なゴム球押しをすることができなかった。また、ほかのものたちは、「押すな!」といいながら、同時に、言語インパルスの直接的な影響に屈してゴム球を押した。これらの子どもでは、言語行為の信号的、調節的機能が深刻に破壊されていることがわかった。この種の病態こそが、以上に述べたような脳衰弱シンドローム児と知的障害児とを本質的に区別したのである。

## レオンチェフおよび共同研究者、弟子たちによる精神発達原則と知的未発達の問題に関する研究
ヴィゴツキーの同僚であったレオンチェフは、発達心理学者として、ルリヤその他の共同研究者やウクライナ精神神経学アカデミー（ハリコフ学派）およびモスクワの全ソ連実験医学研究所、モスクワ大学心理学研究所・実験的病院、教育科学アカデミー付属心理学研究所の弟子たちとともに、ヴィゴツキー没後も1979年にいたるまで研究活動を継続した。
1959年、イタリアのミラノで開催された世界保健機関（WHO）により組織された知的未発達の問題についての国際セミナーにおいてレオンチェフらが報告した知的未発達児に対する教育における3つの原則を呈示する。
1 人類の経験の習得過程としての子どもの知的発達
子どもの発達はかれを取り巻く人間的な事物や現象の世界に適応する過程としてではなく、それらを獲得する過程として生じる。
主体の種としての特性や能力および生得的行動が環境の要求によって変化するという適応過程ではなく、歴史的に形成された人間の特性、能力および行動様式を個人が再生産する、種の発達の結果得られたものが個体に伝達される過程が、子どもの中に生じる。
子どもの発達過程を特徴づける主要な過程は、先行する世代が発展させてきた成果を子どもが習得、あるいは獲得するという特異な過程である。その成果は動物の系統発生的な発達における成果と違って形態学的に固定されないし、また遺伝によって伝達されないものである。
この過程は、人類のこれらの成果が具象化されている周囲の世界の事物や現象に対して、子どもが活動するときに実現される。しかし、このような活動は子どもひとりでは形成できない。周囲の人々との実践的な、また言語的なコミュニケーションにおいて、それらの人々との共同活動において形成される。このような活動がとくに子どもに一定の知識、技能を伝えることを目的とするとき、われわれは、子どもが学習するといい、一方おとなが教えるという。
子どもの人間的能力はこの過程で形成される。
2 機能的脳組織の形成過程としての能力の発達
パヴロフ、アノーヒン、ウフトムスキーらによる高次神経活動生理学の発展、そして、ヴィゴツキーらによる人間の複雑な心理機能の形成にかかる心理学的研究により、人間の高次心理機能が形態ー生理学的な基礎をもち、かつその機能は形態的に固定されず、社会的な遺伝によって伝えられるという事実が説明できるようになった。
子どもにおいて高次の、人間特有の心理過程が形成されると同時に、その過程を実現する脳の機能的器官もまた子どもに形成される。それは一定の作用を成就するのに役立つ、強固な反射の連合あるいは体系である。このような機能的な脳組織が後天的に形成され得るということはすでに高等動物において見出されているが、さらに人間においてのみ、これらの組織は人間の精神発達において生ずる真の新生構造を実現する組織となる。この新生組織が形成されることは、個体発生過程のもっとも重要な原則となる。
かかる後天的に生ずる機能的器官をより詳しく特徴づけてみる。
機能的器官の第一の特徴は、いったん形成されたら、それ以後それは単一の器官として働くということである。それゆえそれにより実現される心理過程は、例えば空間的、量的あるいは論理的な関係を直接洞察する要素的な生得的な能力のあらわれのように見える。
第二の特徴は、それらの器官が相対的に強固なものであることである。器官の機能系は条件反射性結合の形成法により形成されるが、ふつう条件反射が消去するようには消去しない。例えば触角で知覚される形態を視覚化する能力は後天的に形成される。それゆえ生まれながらの盲目児には、その能力はまったく欠けている。しかしこの能力ができてから視力を失った者では、皮膚―光結合を強化することはできないと考えられるにもかかわらず、その能力は数十年も保持される。
第三の特徴は、それらの器官が再編成できることである。器官の個々の成分は他の成分により置き換えることができ、しかも全体として与えられた機能系は保持される。いいかえれば、それらの器官はもっとも高度の補償能力をもつ。
この機能的器官の再編成はいかにして生じるかを示すために、それがいかにして形成されるかを考察する。これは条件結合形成の一般的なメカニズムにしたがって形成されるが、通常の条件反射の連鎖、あるいはステレオタイプの形成とは異なるメカニズムによる。この機能的器官を形成する結合は、単に外部刺激の秩序を再生するばかりでなく、その展開された運動効果やフィードバックをもつ、比較的独立のいくつかの反射作用を単一の系に統合する。このとき、それらの反射作用の統合は、それらの運動効果の統合を通して生ずる。このような新しい「組み立てられた」行為の形成過程で、これらのこれらの反射作用の運動効果は互いに結合しあう。機能的な運動系であるこのような行為は、はじめつねに最大限に展開された外的形態をもつ。その後、形成されつつある行為の個々の外的運動成分は漸次弱まり、それらの成分の結合は、脳髄内的、中枢的結合としてのみあらわれる。全体としての行為は短縮され、縮小し、そして自動的に流れ始める。
かつて独立であった個々の反射作用が新しい行為の成分に含まれるとき、その外的な運動環は弱化され、そのため、これらの反射作用はその適応的な意義を失う。それゆえ、ある行為が強化されるかあるいは強化されないかは、今では行為全体の終局的な効果のいかんにのみ関係をもつようになる。このことはかかる機能系に独自のダイナミックスを創出する。この機能系は、系の終局の強化が系の中のますます多くの環を抑制し、その系をさらに短縮させるという特徴をもつ。強化の除去は、反対に、多くの環の脱抑制を呼び起こす。これは、系の最後の環の抑制が、誘導の法則により、抑制されていた環の興奮を呼び起こすことによるのである。
外的にはこの独自のダイナミックスは次の点に表れている。もし機能系をなす行為が困難に出会うならば、その行為は展開される傾向をもつという点に。それらの行為が必要とされる終局の効果へ導く場合には、それらはますます短縮され、必要な効果を与えなくなるまで短縮される。効果を与えなくなったとき、最後の環によって抑制されていた諸々の環は脱抑制され、系は再び有効なものとなる。
子どもは生まれてくるときには、人々の歴史的発達の産物であり、かつその歴史的経験を後天的に獲得することにより発達する機能をかれが直ちに発揮できるような器官をもってはいない。これらの機能を果たす器官は、特異な過程で形成される機能的な脳組織、ウフトムスキーによれば、変化しやすい脳の生理学的器官である。
それらの脳組織はすべての子どもに一様に形成されるのではない。子どもの発達過程がどのように構成されるか、どのような条件でそれが経過するかに応じて、脳組織は適切に形成されないこともあるし、まったく形成されないこともある。以上のような場合、対応の過程の構造を熱心に分析することにより、その過程の基礎にある機能系、機能的器官を能動的に再建し、また新たに形成することができる。純粋の運動系や感覚系だけでなく、言語により調節される系にも、言語そのものにも当てはまる。
3 知的行為の形成過程としての子どもの知能の発達
子どもの内的な思考操作の形成過程は複雑である。子どもの精神発達の過程は初めは実践的なコミュニケーションの過程で生ずる。しかし子どもはすでに極めて早い時期に、周囲との言語的なコミュニケーションに加わる。言葉に出会い、その意味を理解し、能動的にそれを自分の言語活動に利用し始める。言語習得は、知的発達のもっとも重要な条件である。なぜならば、人間の歴史的経験の内容、つまり社会的―歴史的実践の経験は、物質的な形式に定着されているばかりではなく、語形式に、言語的な形式に一般化され、反映されている。この形式において、人間により蓄積された周囲の世界についての豊かな知識や概念が子どもの前に提示される。子どもはこれらの知識や概念を習得するという課題に直面する。そのためには、所与の概念が生み出された過程に適合する認識過程、むろん前者とは同一の過程ではない過程を実現しなければならない。
以上の認識過程、知的過程は子どもにおいてどのように形成されるのか。子どもの思考過程は比較的わずかな個体経験を基礎に形成され、かなり急速に形成される。子どもがすでに一般化された形で経験を習得するからである。しかし、いかなる一般化も、いわゆる既製品として子どもに伝えられはしない。例えば、子どもに3＋4＝7、5-2=3などのような連合を形成することはできる。しかしそれは決してそれに対応する算数操作や数概念を習得させはしない。それゆえ、算数教育はこうしたことから始めずに、外的な事物の操作、事物をある数だけ取り出したり、全体を合計したりする操作を積極的に形成することから始める。その後、この外的操作は、次第に、声に出して数えるなどの言語的操作に変形され、短縮され、ついには暗算などの内的操作の性格を帯びるようになり、自動化され、単純な連合作用として経過するようになる。しかし、今やその背後には、われわれが以前子どもに作っておいたところの、例の数量に対する展開された行為が隠されている。それゆえ、この作用はいつでも展開され得るし、外的行為として具体化され得る。
概念、一般化、知識の習得には、適切な知的操作が子どもに形成されることが必要である。一方、そのためには、それらの操作は子どもにおいて能動的に作られなければならない。初め、それらの操作は外的行為という形 ―― それを子どもに形成するのはおとなである ―― をとって発生し、のちに初めてそれは内的な、知的操作に変化する。
ガリペリンとその共同研究者の研究を示す。その過程は子どもを課題に対して予め定位させることから始まる。子どもに行為とその産物を示すことにより、それは子どもが学ぶ最初の行為の「定位的基礎」を構成する。最初の行為は、おとなの直接的な援助を伴い、外的事物を外面的に扱うという形で遂行される。すでにこの段階で、行為の変化が始まる。子どもはそれを独立で行うことを学び、その行為はより一般的な性格を帯び、そこ行為は短縮される。
次の段階では、行為は言語的次元に移行し、言語化される。子どもは外的事物に援助を求めず、声に出して数え始める。この段階で、行為は理論的行為としての性格を帯びる。いまやそれは、言葉に対する、言語的な概念に対する行為として生ずる。この段階でも行為は前に指摘した方向において一層変化し、しだいに自動化されていく。
次の段階において、初めて行為は知的次元に移行し、ここで一層の変化を受け、ついに内的な思考操作に特有なあらゆる特徴をもつようになる。この段階においても、行為はおとなにより訂正を受け得るし、また支配され得る。しかしそのためには、行為を再び外部へ持ち出す必要がある。例えば、声を出して言うという次元にまでそれを移すことが必要である。
以上の過程について、2つの注意事項がある。
第一に、過程は必ずしも指摘した3つの段階をすべて通るとは限らない。最初から直ちに言語的次元において形成されることもあり得る。それは子どもの知的発達がいかなる段階にあるかに依存する。
第二に、この過程の全体を経過するうちに、種々のタイプの知的行為が形成される。このことと関連して、子どもの知的発達の遅れという問題について、次のことが指摘されねばならない。もし子どもを教育するものが、子どもにあれこれの知識を与えることを自分の先ず第一の目的とするとき、このとき子ども自身がどのような道を歩んでいるのか、与えられた課題を子どもがどのような操作により解こうとしているのか、にあまり注意せず、しかもそれらの操作がその後適当な時期に変化するようにうまく支配できないならば、操作の発達過程は障害を受けることになるだろう。
知的障害児の学校における小さな試みについて。
生徒たちが暗算で加算するとき、ひそかに指を使っていることに注目した。ここで、幾つかの受皿を用意し、各生徒に二個ずつ与え答えを考えているとき、それを机の上で少し持ち上げているようにと言った。そうするとかれらの多くは、全く数を加えることができなくなった。さらに詳しく分析すると、加算にあたって、これらの生徒は、実際には外的な「一つずつ加えていく」操作の段階に留まり、次の段階へ移行していなかった。それゆえ、かれらは特別な助けがなければ、10までの数についての操作より上の操作を行うことができなかった。これを解決するためには、かれらの操作を次の段階へと導くのではなく、反対に、先ず初期の、展開された外的操作の段階へと戻してやり、これらの操作を正しく「短縮し」ついでそれを言語的次元に移し、言葉によって数を扱うようにさせ、最後に再び新しく「暗算」の能力を作ってやる必要がある。
このような再編成により、実際にひどい知的障害児でも良い効果をあげている。とくに重要なのは、わずかな知的な遅滞の場合には、この方法により、その知的な遅滞は、完全に取り除かれることである。
種々の知的操作の形成過程に対するこのような介入は、適当な時期になされなければならない。なぜなら、その反対の場合には「、所与の過程の形成段階がたまたま形成されなかったり、あるいは誤って形成されたりするために、その過程はその後正常に発達することができず、その結果その子どもたちは知的に未発達ではないかという印象が作られてしまうからである。
子どもの知的発達の研究方法に関する問題も、以上のすべてのことに対応して解決されなければならない。子どもがいかなる課題を解決し、いかなる課題を解決しないかということを確認するだけで、心理過程そのものの特質を明らかにしないテストは、子どもの知的可能性を評価するためには全く有効でない。わずかな知的な遅滞の場合には、とくにこのことは当てはまる。
他に3つの重要な問題についても併せて注意喚起がなされた。
第一に、社会的条件の影響に関する問題。子どもはその社会的条件において発達するのであり、子どもが積極的な教育指導をどの程度受けることができるか、また、必要なときに特別な教育上の援助をどの程度受けることができるかは、その社会的条件に依存している。
第二に、子どもの生物学的素養および個人的特質、とくに高次神経活動のタイプの特質がどのような役割をもっているかという問題を考慮しなくてはならない。
第三に、子どもの感情的な特質や動機の特質に関する重要な問題がある。

## シフおよび共同研究者、弟子たちによる知的障害児の知的発達における言語と思考の特質に関する研究
ヴィゴツキーの同僚であったジョゼフィーナ・シフは、発達心理学者として、レニングラード教育学研究所や教育科学アカデミー障害学研究所の共同研究者、弟子たちとともに、ヴィゴツキー没後も1978年にいたるまで研究活動を継続した。
1965年、『補助学校生徒の知的発達の特性』に呈示された知的障害児における言語と思考に関する特質について簡略に示す。
1.言語
子どもの発達を示す重要な指標である、生後1年の終わりから2年の初めにかけて最初の有意味語が発生することや、その後の言語獲得の進行に関して、知的障害児の場合には、これとは異なる状況が観察される。言語発達の特異性と不十分さが言語活動の多局面にわたり現れる。発達の第一段階において、能動的話し言葉には異常が認められ、その後の発達段階においても継続される。国語の音の局面と意味的文法的構造の獲得、独力による表現、話し言葉の発達に独特な進行がある。また、話しかけられた言葉の理解においても著しい困難が伴う。書き言葉の獲得とその利用においても交錯がある。
自主的言葉に見られる障害、他人の言葉の理解の困難などは周囲の人々との交流を歪め、思考過程および精神の他の局面すべてにその影響が現れる。それは子どもの認識活動を損ない、人格形成を困難にする。
しかし、知的障害児の言語はその障害の存在にもかかわらず、教授・学習や訓育に対して大きな可能性を開く。もし、教師がこれらの児童の初歩的能力や習熟だけでなく、児童の発達過程で徐々に主導的役割を演じ始める複雑な心理過程を組織化するならば、その可能性はより増大する。
2.思考
ソビエト心理学において、思考は実際活動および言語や獲得知識に媒介され、人間により一般化された現実の反映と定義づけされている。思考の発達は、間断なき人間と環境の相互作用や恒常的に人間に発生し解決を要求する課題によって規定される。人間の認識活動のもっとも高い水準にある思考は、直接は知覚されない、事物のもっとも本質的な特徴を摘出する可能性を人間に与える。人間は、分析、総合、比較、抽象化、一般化、具体化といった思考操作を遂行しながら、新知識を獲得していく。言語手段の利用は、感性的認識の限界を超え、概念体系を獲得するのを可能にする。
人間は思考のおかげで自分の知覚体験の材料を新しく意味づけたり、諸現象間の因果関係を明らかにしたり、結論を下し、事件の経過を予知し、実践を変化させ完全化することができる。実践は思考活動を惹起し、思考の真実性の規範となる。
知的障害児の思考は、劣性な感性的認識、言語的未発達、限定された実践活動の条件下で形成される。そのため、思考操作の発達は遅滞し、独特な特質を有する。ことばの不十分さは、知的障害児にとって、現象の本質と諸現象間の結びつきを摘出する可能性を困難にする。それがもっとも明瞭に現れるのは、言語的論理的思考の未発達の深さにおいてである。

## ソビエト障害学者たちによるソビエト障害学に対する自己批判と結果
1963年、障害学研究所のペヴズネルとルボウスキーによって書かれた『知的障害児の発達過程』において示された、進行しつつある障害学研究の総括評価の実例を示す。
知的障害児の高次神経活動の研究により、知的障害児には基本的神経過程の一連の特性が標準から著しく偏っていることが明らかにされた。興奮ととりわけ抑制の過程の強さが低下しており、これらの過程の均衡性つまり正しい相互関係の乱れが認められ、それらの生理学的可変性つまり変化しやすさ、が著しく通常と異なる。これらの変化によりこの子らの高次神経活動、とくに新たな結合が形成されるときに、数多くの病的現象が現れる。
病的に広い神経過程の拡延、分化の形成の困難、古い困難な結合、とくに言語性結合が惰性的にすぐ出現するのが認められる。
生理学的可変性の概念は、ヴヴェデンスキーとウフトムスキーの学派の末梢神経の研究において初めて持ち出された。高次神経活動における生理学的可変性の概念はパヴロフの実験室で研究された。中枢神経系の一般的特性の完成は、進化という面からみると、まず第一に神経過程の生理学的可変性の増大という方向に進むことが明らかにされた。知的障害児の高次神経活動の実験的研究の結果や数多くの臨床的事実から次のように考える基礎が与えられる。知的障害児に認められる高次神経活動のあらゆる通常とは異なる状態の中でとくに重大な役割を果たすのは基本的神経過程の生理学的可変性の通常とは異なる障害であり、これは基本的神経過程の弱さとその広汎な拡延ということを背景として現れて、人の高次神経活動においてもっとも重要な位置を占める複雑な機能の系が形成される可能性を阻止するのである。すなわち、知的障害の主要な症候の基礎には病的な不活発性があるということができる。
神経学的研究により、とくに皮質性の拡散した後遺症候が明らかにされるのに対し、脳電図のデータは皮質ノイロンの機能状態の著しい通常とは異なる障害を示す。また高次神経活動の研究が神経過程のダイナミックスの病変の存在を検証するのに対し、臨床像においてはこの皮質性の欠陥はもっとも複雑な形の心理活動未発達に現れる。
一連のソビエトの研究者による数多くの研究より明らかにされたことは、知的障害者の心理活動や行動全般の研究により一番前景に出てくるのは、抽象と一般化の能力に欠けることだという点である。
ヴィゴツキーは、抽象的思考の未発達は知的障害児の基本的特徴であると指摘した。知的障害児の思考が具体的な場面にとらわれるという性格は、知的障害児の研究をしたあらゆる心理学者が指摘している。あらゆる臨床像と実験的生理学的データや心理学的研究の諸成果とを比較して、次のように結論しよう。複雑な機能系の形成を困難にし、またその結果、知的障害の基本的症候の基礎に横たわる知的障害の高次神経活動の基本的病変は、神経過程の生理学的可変性の通常とは異なる障害であると。知的障害の病因論、症候学および病態生理学のさらに掘り下げた研究により、提出された命題の正しさを検証することができたし、また、知的障害特有の基本的特徴を持ちながら、二次的な病因的要因によるところの、障害の4つの基本的臨床型を明らかにすることができた。興奮型知的障害、制止型知的障害、聴力障害および聴覚性言語系障害の知的障害、パーソナリティに著しい未発達のみられる知的障害である。
しかし、知的障害の臨床像の基本的特徴や知的障害児の高次神経活動の特徴を知るだけでは、幼年期における知的障害のダイナミックスに関する問題を間違いなく考察することはできない。この問題の解決は発達過程の正しい理解に基づくとき可能である。
ヴィゴツキーは以下の指摘も行った。発達の過程が他の諸過程に異なる特異性を決定している点は、この過程の進行中に新たな特性や質が出現することである。子どもの発達の特徴というべきことは、単に心理の個々の特性や質の量的成長ということばかりでなく、発達の各段階において新たな質、新たな特性が出現することである。子どもの発達における後続段階のおのおのは、先行段階と結びついているが、これはその特有の特色をもち、先行各段階と質的に異なるものである。発達のテンポはいつも一定しているのではない、と。さらにヴィゴツキーは、知覚、能動的記述、有意的注意、論理的思考のような基本的心理機能は、発達の過程で現れてくるだけの内在的特性ないしは能力とみなしてはならないことを明らかにした。一連の観察や実験で次のことが確認された。これらの複雑な過程は子どもの発達の途上に形成され、かつそれらの実現の基礎には天性の素質があるというよりは、むしろ子どもの対象的活動の過程において、またおとなとの交渉により、子どもに形成され獲得されるような活動方法や活動様式が存在するということである。
ルリヤ、レオンチェフ、ザポロージェツ、ガリペリンらにより行われたその後の一連の研究は、以前は先天的なものと考えられていたある種の心理の特性は、実は長期の形成の経路を通ることを明らかにした。能動的記銘、論理的思考などの機能の基礎には、コミュニケーションの過程で子どもに形成される、展開された形の物質的行為が存在する。この物質的行為は、ただ段階的にのみ圧縮され、初めは外的言語に頼り、次には内的言語に頼り、そして最後には知的行為へと転化する。このように、心理の生得的な単純な特性であると間違って考えられてきたものは、子どもの長い発達の過程で形成された複雑な機能系の系列なのである。しかし、多くの先天的素質は、この複雑な機能系の発達へのもっとも重要な条件であることには疑う余地がない。
障害児の発達は、障害が正常な心理活動にとって必要なある環の障害の結果起るところの複雑な過程であると考えられる。通常とは異なる発達の型のあれこれは、この機能が子どもの
全体的な心理発達中に占める位置によるものであり、また発達のどの段階に障害が訪れたかに左右される。ある場合にはこの障害の環は、強さ、均衡性あるいは生理学的可変性という神経過程の基本的特性の現われであることもある。これは子どものその後の積極性の発達に対する大きい障害になり、子どもの全般的発達を低下させる。他の場合には、この通常とは異なる障害は、ある部分的な心理機能例えば視知覚とか聴知覚に関したものであることがある。この部分的障害は、体系的な通常とは異なる障害を呼び起こす可能性があり、そうなるとこれは子どもの全体的な心理的発達を阻止する。
以上のようなアプローチは、発達経路の理解を不当に単純化するものではなく、反対に、さまざまの型の障害に伴う発達の特異性を明らかにしてくれることによりこの理解をかえって豊かにするのである。このアプローチは、臨床医・心理学者や障害学者が遭遇する病理的症候の分析を要求する。あれこれの症候のこうした検定や意味の規定に関する考え方は新しいものではない。すでに過去に、クルト・ゴールドシュタインは、患者の活動の病変を分析するにあたっては、一連の二次的症候を引き起こす主たる通常とは異なる障害を探らねばならないと提唱した。このような体系的な発達障害の分析方法が真の発達をとげたのは、ソビエトの病態心理学および障害学においてであった。こうしたアプローチは、研究者をあれこれの障害の外的現象の記述に留まらせず、また、障害の複雑な構造全体を遺伝子的特徴で説明したり、あるいはすべてを一次的障害から誘導することを許さない。それは一次的障害の分析に基づいて、その結果として起こる二次的あるいはさらに三次的事態を分離することを要求する。このような因果的力動的なアプローチは、通常とは異なる発達の特異性が通常とは異なる機能の部位と意味に依存し、また障害が発生した時期、障害の度合い、拡がりの度合いに依存することを明らかにするのである。

## スザンナ・ルビンシュテインによる知能遅滞児心理学の紹介
結果としてソビエト後期となった時期である1970年、心理学者、精神病理学者であったルビンシュテインによって書かれた『知能遅滞児の心理学』において示された、知能遅滞児心理学紹介の一端を示す。
知能遅滞児心理学は特別な対象である補助学校の生徒を研究する心理学の部門の一つである。障害学の学生のうち、知的障害教育の学生の特殊心理学の科目は知能遅滞児の心理学である。知能遅滞児の心理発達の特性およびそのさまざまなグループの発達の特徴を研究の対象とする。
科目の第一の部分は、a《知能遅滞》という概念の定義、b知能遅滞児の心理の発達、c補助学校生徒の心理的特徴、d知能遅滞児の高次神経活動の病理、e子どもの実験的―心理学的研究の方法、といった一般心理学にはない領域を内容とする。
第二の部分では、知能遅滞児の感覚、知覚、記憶、思考およびその他の心理過程の特性を学習する。
第三の部分では、知能遅滞児の情意面、性格、パーソナリティの特性が述べられる。
一般心理学および児童心理学が隣接科学となる。心理発達の研究は多くの新しいデータにより豊かになってきた。データの多くは理論的な論文集に依存するものであり、心理学の教科書には入ってきていない。にもかかわらず、知能遅滞児の心理的発達の特性を正しく理解することは心理発達の一般的法則性を考慮することなしには不可能である。
人間は可変的で、複雑な機能が形成される基礎となる構造を継承する。この際、さまざまな心理的特性の発生は個体発生における子どもの生活の様式、養育によって決定される。
脳の継承された構造は、ある程度、新しい機能の形成の成否に影響する。影響するがその特質、その内容的性格を決定づけはしない。のみならず、個体発生の中で生ずる機能はそれ自体その後の脳の形成に影響を与える。さらに、セルゲイ・ルビンシュテイン著『一般心理学の基礎』によれば、器官の構造とその機能の間の依存関係は一定ではなく、機能が構造に依存するばかりではなく、構造が機能に依存する。特に、新しい器官に対する機能の形成的影響は大きく、それは発達のきわめて早い段階で現れる。生活の過程でこどもには複雑な条件反射的結合、ウフトムスキーによれば機能的器官が形成される。動物では継承された本能的な種類の行動が決定的な役割を演ずるが、人間ではこの役割が個体発生において形成され、養育された種類の行動に従属する。従って、これら技能、習熟、能力に関係する事項は、子どものパーソナリティの特性、情意領、要求、興味に非常に関係している。
ヴィゴツキーによって始められ、レオンチェフによって完成された高次心理機能の発生に関する命題は、その後レオンチェフやガリペリンによって心理的な過程と特質の個体発生的形成のメカニズムの解明へと継承された。すなわち、おとなにより組織される外からの、実際的な働きかけが徐々に内面化され、すなわち短縮され、思考的、理論的次元で発現し始め、知的動作の全体を形成する。子どもの要求、体験、感情、情緒はこのように形成される。原始的な種類の感覚も、人類の複雑な、高次の感情で示される。習熟、技能、能力、性格の特質などは遺伝するのではなく、個体発生の中でつくられ、形成される。レオンチェフ、ガリペリン、タルィズィナは個体発生の中での心理の形成過程を、特別な社会的遺伝であると考えている。
子どもは、対象的動作、ことば、役割遊びを習得する過程で、普通教育学校の教授の過程
で、人類の経験を継承する。正常における心理発生の法則性の知識は、知能遅滞児の心理的発達の通常ではない状態を、脳の障害あるいは発達不全が心理的発達の進行に与える影響を、よりよく理解する可能性を与える。
子どもの心理発達の問題は、まず児童心理学の科目から学ばねばならない主要なものである。そして、知能遅滞児心理学に隣接する第二の科学は、子どものさまざまな精神の病気、その原因、症状、予後、治療の方法を研究する児童精神医学である。しかし、知能遅滞児心理学は病気あるいはその発作にかかっている子どもの心理発達の特性と法則性を研究し、児童精神医学は病気そのものの原因、経過の法則性、治療の方法を研究する。
知的障害教育者にとって、病理的徴候、即ち原因、病気の経過の形態によって心理的に不完全な子どもをできるだけ分化するために、現代ソビエトの児童期精神医学の基本的傾向を考慮することがきわめて重要である。知能遅滞児心理学と知的障害教育学との間にはきわめて密接な結びつきと相互関係がある。
知能遅滞児の教授と養育にあたってかれらに対する個別的扱いの必要性はきわめて大きい。例えば、教材の習得が悪いとき、ある生徒には追加学習を与えるのがよく、他の生徒にはもっと休むように勧めるのがよいことがある。書く学習での生徒の間違いを分析するとき、正字法の規則の不十分な習得によって生じた間違いと、病気の結果によって生じた間違いを区別できなければならない。宿題の量の決定にあたっても、教材の繰り返しにあたっても、知能遅滞児の知覚の特性を考慮しなければならない。少し見ただけでは理解できない、生徒の行動における、閉鎖性、怒りっぽさ、興奮の激発、他の性癖などの多くの奇妙さを、教師は知能遅滞児の情意領の特性を知れば理解することができるし、必要ならば、除くことができる。補助学校の教師にとって、知能遅滞児心理学の実践的意義はきわめて大きい。知的障害教育者はその仕事のほとんどすべての部分でこの科目の学習で得た知識を利用している。しかし、知能遅滞児心理学の知的障害教育学との関係は決して一方的な性格ではない。補助学校の生徒の教授と養育の困難性を特徴づける教師の多くの実際的な経験資料を一般化し、こうした生徒の心理発達のさまざまな特性を明確にし、その後の発達を制約しているものを明らかにすることができる。

## ソコリャンスキー、メシチェリャコフおよび共同研究者、弟子たちによる視覚・聴覚・言語重複障害児の教育内容の紹介
1974年、障害学研究所の心理学・教育学的実験の結果を体系づけて一般化した成果が、メシチェリャコフによって書かれた『視覚・聴覚・言語重複障害児教育 ―― 行動の形成過程における精神発達 ――』において示された。この研究は、1960年まではソビエトの視覚・聴覚・言語重複障害教育学の創始者であるソコリャンスキーの指導のもとで、それ以来は、弟子のメシチェリャコフにより続けられた。
視覚・聴覚・言語重複障害児の教育（訓育および教授）は、ソ連邦教育科学アカデミー障害学研究所視覚・聴覚・言語重複障害教育研究室が作成した教育計画と教育課程に基づいて進められ、準備段階と学校過程に分かれていた。
1969年の学年度には、16歳以上の生徒による生産学習グループが組織された。このグループの生徒は、知的ならびに身体的能力に応じて職業教育を受けることとなった。
視覚・聴覚・言語重複障害児園には、この他に、普通学校の5-10年生用教育課程に基づいて教育を受ける生徒のグループがあり、そのなかには、教職員会議の決定、障害学研究所視覚・聴覚・言語重複障害教育研究室の助言、ザゴルスク視覚・聴覚・言語重複障害児園を管轄するロシア共和国社会保障省の許可に基づいて、18歳になってからも、後期中等教育の課程を終えて高等教育機関に入学できるようになるのに必要な期間は在園していた者もあった。
そして、もう一つが、重度の知的遅滞にかかっている視覚・聴覚・言語重複障害生徒のグループで、これは、数多くの障害が複雑にからみあっている子どもたちが、どこまで教育を受ける可能性を持っているか、また、その程度はどのくらいか、という点を明らかにすることが在園の目的であった。
視覚・聴覚・言語重複障害児の発達の特徴は、何よりもまず、誰もが病気にかかったことがあって、その結果として視力および聴力を喪失したという点にある。子どもの病気、病気の経過、病後の生活のしかたは異なる。生活のしかたは家庭での接し方により違うし、本人の自立性を見込む程度も異なる。さらに発達の速度、発達全般の特徴が異なっており、一人ひとりの子どもの発達を長期間にわたって追跡調査することを通して臨床的研究を遂行した。この研究の重要な点は、現在すすめている研究の前の段階で形成されたものを検討すること、直接的に観察している過程でおこる精神的変革を分析すること、次の発達段階の中心となる精神的新現象を形成するための前提は何かを決定することなどであった。
視覚・聴覚・言語重複障害児の教育は、そのための独自の教育を行う過程で人間的精神の形成を図るという課題があるので、その教育実践の特殊性のために、視覚・聴覚・言語重複障害の教育という狭い枠をこえて、幾つかの重要な問題をやや新しい観点から考察しなければならない。それは例えば、個体発生における人間的精神の生成、精神（心、心理）の内容の明確化、精神形成の面から見た社会的人間と生物学的人間との対比、などの諸問題である。
子どもに生起する非常に複雑な精神機能や精神過程は、視覚・聴覚・言語重複障害児の場合には2つの基本的な特徴を持つ。1つは、外界についての表象のすべてを触覚を通じて形成するということである。1つは、通常の方法で周囲の人たちと交流することができないので、特別の手立てを講じて交流することができるようにしむけていかなければ、絶対的孤独を運命づけられるということである。そうなると、その子の精神は発達していかない。従って、教育の主要な困難点と特殊性は、多様・豊富・複雑な人間的行動および精神のすべてを考究する必要があること、特別に考案した教育方法で行動および精神を形成・発達させていく技能が要求されることである。
視覚・聴覚・言語重複障害者には通常、先天的な者と後天的な者とがある。この定義は、正しいが、教育学的観点からは不充分である。教育学的には、視覚・聴覚・言語重複障害学校での教育を受けられるかどうかという点も含めて、視覚・聴覚・言語重複障害者とは何かを決定すべきである。

## 心理学の関連項目
- 口論
- 概念の内包と外延
- 一般化
- 弁証法論理学と概念的思考
- 思考
- 自己中心的ことば
- ことば
- 内言
- ことば主義
- 知能と情動との関係
- 知能
- 意欲減退
- 意志
- 感覚運動的訓練
- 困難を抱える子どもの類型学
- 補償の原理
- 補償の法則
- 治療教育学
- 混成的集団
- 知的障害児の集団の研究
- 集団主義者の教育
- 集団のなかでの発達
- 障害児の発達
- 障害児の発達と教育の弁証法
- 直観教授
- 論理的思考の発達
- 抽象すること（抽象的思考）
- 思考
- 発達の最近接領域
- 文化的発達